# Monako na Zimowej Uniwersjadzie 2013
Monako na Zimowej Uniwersjadzie 2013 reprezentował 1 zawodnik – Olivier Jenot, który zdobył złoty medal.

## Zdobyte medale
| Medal | Zawodnik      | Dyscyplina            | Konkurencja     |
| ----- | ------------- | --------------------- | --------------- |
| Złoto | Olivier Jenot | Narciarstwo alpejskie | Superkombinacja |

## Reprezentanci

### Narciarstwo alpejskie
Mężczyźni
| Konkurencja     | Zawodnik      | Zjazd 1. | Zjazd 1. | Zjazd 2. | Zjazd 2. | Suma    | Miejsce |
| Konkurencja     | Zawodnik      | Czas     | Miejsce  | Czas     | Miejsce  | Suma    | Miejsce |
| --------------- | ------------- | -------- | -------- | -------- | -------- | ------- | ------- |
| Zjazd           | Olivier Jenot | 1:15,77  | 14.      | —        | —        | 1:15,77 | 14.     |
| Supergigant     | Olivier Jenot | 1:25,10  | 19.      | —        | —        | 1:25,10 | 19.     |
| Slalom gigant   | Olivier Jenot | 55,79    | 24.      | 53,81    | 14.      | 1:49,60 | 20.     |
| Slalom          | Olivier Jenot | 48,20    | 25.      | 47,40    | 12.      | 1:35,60 | 23.     |
| Superkombinacja | Olivier Jenot | —        | —        | —        | —        | 328     |         |